# Ibn Zamrak
Ibn Zamrak o Ibn Zumruk (Granada, 1333 - 1394) fue un poeta y político de al-Ándalus. Algunos de sus poemas aun decoran las fuentes y palacios de la Alhambra.
De origen humilde, gracias a su maestro Ibn al-Khatib fue presentado en la corte de los Nazaríes. Acompañó al sultán Muhammed V a Marruecos y cuando Muhammed fue restaurado en el trono de Granada en 1361 lo nombró como su secretario privado y lo designó poeta de la corte. Cuando Ibn al-Khatib fue destituido del cargo de visir, en 1371, Ibn Zamrak lo remplazó y el sultán le ordenó arrestarlo y luego enviar un grupo de asesinos a matarlo en la prisión de Fez. Posteriormente, Ibn Zamrak mismo fue encarcelado durante cerca de dos años por Yúsuf II y fue asesinado por orden del sultán Muhammed VII mientras leía el Corán en su casa.